# Acolasis musa
Coenipeta musa là một loài bướm đêm trong họ Erebidae.